# James Francis McIntyre

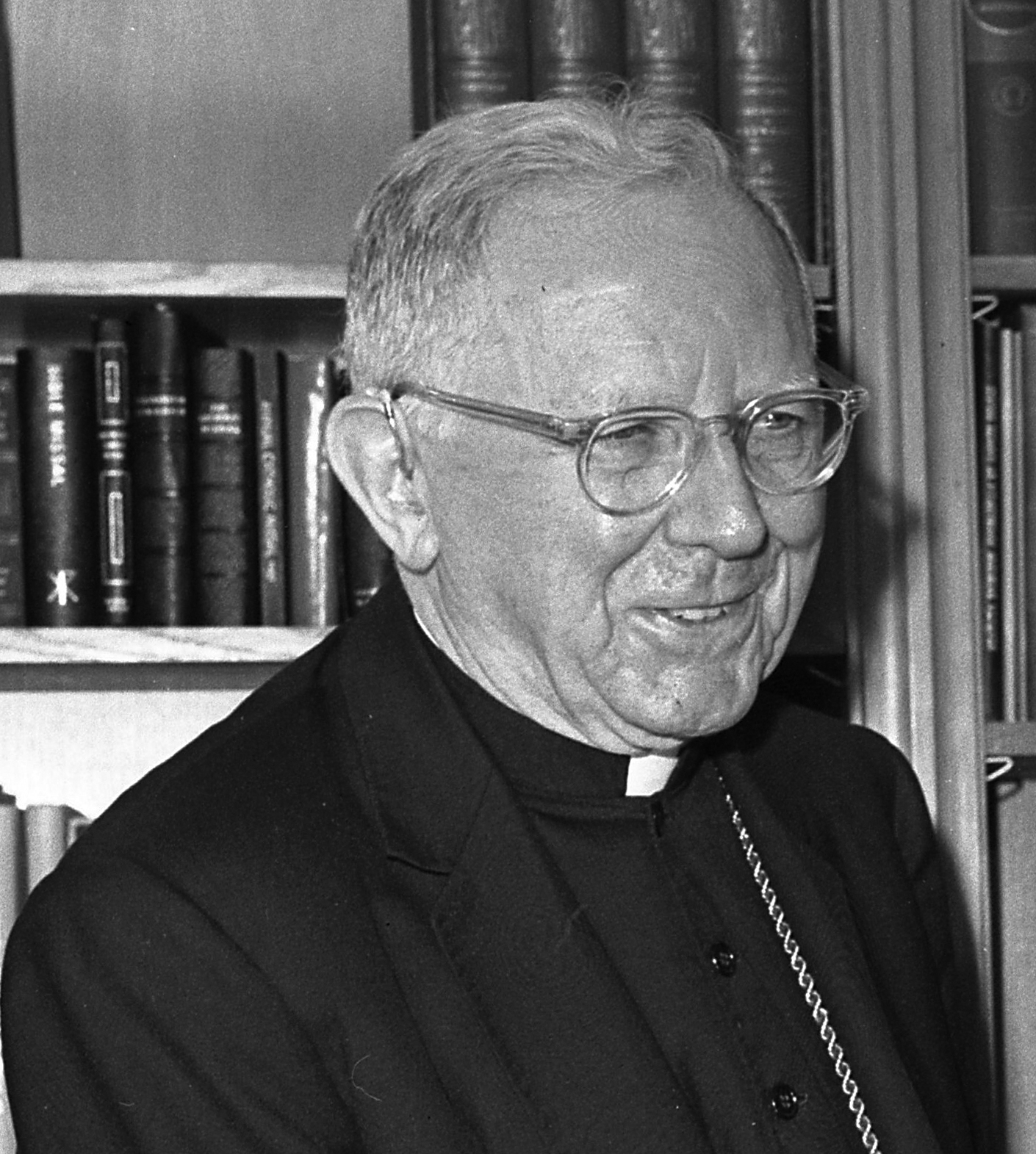
James Francis Kardinal McIntyre (1970)

Kardinalswappen

James Francis Kardinal McIntyre (* 25. Juni 1886 in New York City, New York; † 16. Juli 1979 in Los Angeles, Kalifornien) war ein US-amerikanischer Geistlicher und Erzbischof von Los Angeles.

## Leben
James Francis McIntyre wurde in eine irischstämmige Familie in Manhattan geboren. Er arbeitete an der New Yorker Börse für das Wertpapierhandelsunternehmen H.L. Horton & Co, das ihm anbot, als Juniorpartner in die Firma einzutreten. Er entschloss sich jedoch im Alter von 30 Jahren, Priester zu werden und trat 1916 in das Priesterseminar St. Joseph’s Seminary and College in Dunwoodie (Yonkers) ein. Dort studierte er Philosophie und Katholische Theologie und empfing am 21. Mai 1921 das Sakrament der Priesterweihe. Nach zwei Jahren Tätigkeit als Gemeindekaplan in New York wurde er 1923 Vizekanzler und 1934 Kanzler des Erzbistums. 1934 wurde ihm der Ehrentitel eines Privatkämmerers Seiner Heiligkeit verliehen, am 12. November 1936 verlieh ihm Papst Pius XI. den Titel eines Päpstlichen Hausprälaten.
Am 16. November 1940 erhielt er die Ernennung zum Titularbischof von Cyrene und zum Weihbischof im Erzbistum New York. Die Bischofsweihe spendete ihm am 8. Januar 1941 Erzbischof Francis Kardinal Spellman; Mitkonsekratoren waren der Weihbischof in New York, Stephen Joseph Donahue, und der Militärbischof der USA, John Francis O’Hara CSC. 1945 wurde er Generalvikar des Erzbistums. Ein Jahr darauf ernannte ihn Papst Pius XII. zum Titularerzbischof von Paltus und zum Koadjutorerzbischof des Erzbistums New York. Am 7. Februar 1948 erhielt James Francis McIntyre die Ernennung zum Erzbischof von Los Angeles. Im Konsistorium vom 12. Januar 1953 nahm ihn Papst Pius XII. als Kardinalpriester mit der Titelkirche Sant’Anastasia in das Kardinalskollegium auf. Er nahm sowohl am Konklave 1958 teil, das Johannes XXIII. wählte, als auch am Konklave 1963, das Paul VI. zum Papst wählte.
James Francis McIntyre vertrat den Papst bei mehreren Anlässen als päpstlicher Legat und nahm in den Jahren 1962 bis 1965 am Zweiten Vatikanischen Konzil teil. Die Leitung des Erzbistums Los Angeles legte er am 21. Januar 1970 aus Altersgründen nieder.
James Francis McIntyre starb am 16. Juli 1979 in Los Angeles und wurde im Mausoleum der Bischöfe auf dem Calvary Friedhof im Osten von Los Angeles beigesetzt. Im Jahre 2003 wurden seine Gebeine in die neu errichtete Metropolitankathedrale von Los Angeles Our Lady of the Angels überführt.

## Ehrungen
- 1961: Großkreuz des Verdienstordens der Italienischen Republik

## Bibliographie
- Francis Weber: His Eminence of Los Angeles. James Francis Cardinal McIntyre. 2 Bände. Mission Hills, Kalifornien 1997.